# Jan Smolka
Jan Smolka (17. prosince 1908 Židenice – ?) byl československý meziválečný fotbalový útočník a trenér. Za druhé světové války byl účastníkem protinacistického odboje a politickým vězněm. Jeho starší bratr Josef Smolka byl rovněž prvoligovým fotbalistou.

## Hráčská kariéra
V lize hrál za AC Sparta Praha, AFK Bohemians, SK Náchod, SK Slavia Praha a SK Židenice. V první lize vystřídal pět klubů, ale celkem odehrál jen čtyři desítky zápasů. Na vině byly především chronické potíže s kolenem.
Šikovný útočník, který byl společně se svým bratrem Josefem jedním z prvních produktů židenické juniorky, vůbec prvního mládežnického celku na Moravě. Do prvního týmu naskočil už v dorosteneckém věku a v roce 1926 se už jako stabilní hráč základní sestavy podílel na titulu mistra Moravy a amatérského mistra republiky.
Rok na to si šikovnou pravou spojku vyhlédla pražská Sparta, za niž nakonec vstřelil pět branek v osmi ligových zápasech. Nejprve byl však poslán na rozehrání do Bohemians, kde nastřílel ve dvanácti zápasech jedenáct gólů. Pak jej začaly pronásledovat problémy s kolenem a kluby si jej předávaly jako horký brambor. V sezoně 1930/31 nastoupil v lize hned za tři týmy – Bohemians, Náchod a Slavii. V sešívaném dresu odehrál jediný zápas, ale dokázal v něm skórovat.
Po přechodu Židenic k profesionálům se v roce 1932 vrátil a pomohl týmu k historickému postupu do první ligy, v níž pak ještě stihl patnáct zápasů. V klubu později působil i jako funkcionář a trenér.

### Ligová bilance
| Ročník           | Zápasy | Góly | Klub                    |
| ---------------- | ------ | ---- | ----------------------- |
| I. liga 1927/28  | –      | 1    | AC Sparta Praha         |
| I. liga 1928/29  | –      | 0    | AC Sparta Praha         |
| I. liga 1928/29  | 3      | 1    | AFK Bohemians           |
| I. liga 1929/30  | 6      | 8    | AFK Bohemians           |
| I. liga 1929/30  | –      | 4    | AC Sparta Praha         |
| I. liga 1930/31  | 4      | 0    | SK Náchod               |
| I. liga 1930/31  | 1      | 1    | SK Slavia Praha         |
| I. liga 1930/31  | 1      | 0    | AFK Bohemians           |
| II. liga 1932/33 | –      | 18   | SK Židenice             |
| I. liga 1933/34  | 15     | 1    | SK Židenice             |
| I. liga 1935/36  | 2      | 0    | SK Moravská Slavia Brno |
| CELKEM           | 40     | 16   |                         |

## Trenérská kariéra
V letech 1946 a 1948–1949 byl trenérem SK/Zbrojovky Židenice.